# Patrick Wayne

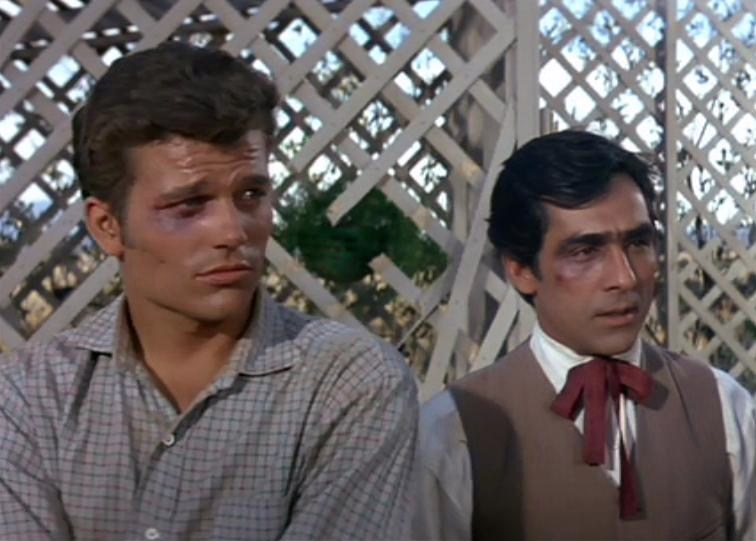
Patrick Wayne y Perry López, en El gran McLintock (1963).

Patrick Wayne (nacido como Patrick John Morrison; Los Ángeles, California, 15 de julio de 1939) es un actor estadounidense. Es el segundo hijo del actor John Wayne y de su primera esposa, la española Josephine Alicia Sáenz, hija de un matrimonio de Madrid que se instaló siendo jóvenes en Estados Unidos. Ha trabajado en más de 40 películas, incluyendo 9 con su padre.

## Biografía
En 2003, Patrick fue nombrado Presidente del John Wayne Cancer Institute.

El 2 de diciembre de 2015 recibió un homenaje en el Festival  'Almería en Corto', recibiendo el premio Almería Tierra de Cine por su larga trayectoria en el cine, también le fue dedicada una estrella en el paseo de la fama de Almería por su especial vinculación con la provincia, en varias de cuyas localidades costeras se rodó en 1976 Simbad y el ojo del tigre, protagonizada por el actor y estrenada el año siguiente.  

## Filmografía
- 1950: Río Grande: niño
- 1952: El hombre tranquilo (The Quiet Man): niño sobre una carreta en una carrera de caballos
- 1953: El sol brilla para todos (The Sun Shines Bright): Cadete
- 1955: Cuna de héroes (The Long Gray Line): Abner 'Cherub' Overton
- 1955: Mister Roberts (Mister Roberts): Bookser
- 1956: El conquistador (The Conqueror)
- 1956: The Searchers: Teniente Greenhill (conocida en Hispanoamérica como Más corazón que odio y en España como ‘’Centauros del desierto’’)
- 1957: Mr. Adams and Eve (serie TV): Walter
- 1958: Teenage Idol (TV)
- 1959: The Young Land : Sheriff Jim Ellison
- 1960: El Álamo (The Alamo): Capitán James Butler Bonham
- 1961: Los comancheros (The Comancheros): Tobe (Texas Ranger)
- 1963: El gran McLintock (McLintock!): Devlin Warren
- 1963: La taberna del irlandés (Donovan's Reef): Teniente de la Armada
- 1964: Cheyenne Autumn: 2nd Lt. Scott
- 1965: Shenandoah (Shenandoah): James Anderson
- 1966: Ojo por ojo: Benny Wallace, cazador de recompensas
- 1966: The Rounders (serie TV): 'Howdy' Lewis (1966-67)
- 1968: Los boinas verdes (The Green Berets): Teniente Jamison
- 1970: Sole Survivor (TV) : Mac
- 1971: El desertor: Capitán Bill Robinson
- 1971: Big Jake: James McCandles
- 1972: Movin' On (TV): Clint Daniels
- 1973: A través del desierto (The Gatling Gun): Jim Boland
- 1973: Beyond Atlantis: Vic Mathias
- 1974: Los osos y yo: Bob Leslie
- 1976: Mustang Country: Tee Jay
- 1977: Yesterday's Child (TV): Sanford Grant
- 1977: Vuelo al Holocausto (TV): Les Taggart
- 1977: Simbad y el ojo del tigre: Sinbad
- 1977: La gente que el tiempo olvidó (The People That Time Forgot): Mayor Ben McBride
- 1977: The Last Hurrah (TV): Robert 'Bobby' Skeffington
- 1978 : Three on a Date (TV): Roger Powell
- 1978 : Texas Detour: Clay
- 1979: Shirley (serie TV): Lew Armitage (1979-1980)
- 1980: El Show Monte Carlo (serie TV): Host (1980)
- 1985: Rustlers' Rhapsody: Bob Barber
- 1986: Revenge (vídeo): Michael Hogan
- 1988: Young Guns: Patrick Floyd 'Pat' Garrett
- 1989: Su coartada (Her Alibi): Gary Blackwood
- 1990: Chill Factor: Jerry Rivers
- 1970: All My Children (serie TV) : Capitán Nils Lindstrom (1990)
- 1996: Deep Cover: Ray